# Choi Min-ho (cantante)
Choi Min-ho (최민호?, 崔珉豪?, Choe Min-hoLR, Ch'oe MinhoMR; Incheon, 9 dicembre 1991) è un cantante e attore sudcoreano.
È stato scoperto nel 2006 per strada da un agente della S.M. Entertainment e ha debuttato il 25 maggio 2008 negli SHINee come rapper. Oltre che nella musica, è attivo come attore e ha recitato da protagonista in numerose serie tra cui Areumda-un geudae-ege e Medical Top Team.

## Discografia

### EP
- 2022 – Chase

### Singoli
- 2019 – I'm Home

## Filmografia

### Cinema
- I AM. (아이엠), regia di Choi Jin-seong (2012)
- SMTown: The Stage, regia di Bae Sung-sang (2015)
- Gyechunhalmang (계춘할망), regia di Chang (2016)
- Hyeong (형), regia di Kwon Soo-kyung (2016) – narratore
- Du namja (두 남자), regia di Lee Sung-tae (2016)
- Gunghap (궁합), regia di Hong Chang-pyo (2018)
- Illang - Uomini e lupi (인랑), regia di Kim Ji-woon (2018)
- Jangsari: Icheojin yeong-ungdeul (장사리: 잊혀진 영웅들), regia di Kwak Kyung Taek (2019)
- New Normal (뉴 노멀), regia di Jung Bum-shik (2022)

### Televisione
- Nae sarang geumji-og-yeop (내 사랑 금지옥엽) – serie TV, episodi 9-10 (2008)
- Chulbal Dream Team (출발 드림팀 - 시즌 2)  – programma televisivo, episodi 1-4, 6-16, 18-25, 27-36, 39-40, 49, 61-63, 87, 101-102, 178, 183 (2009-2013)
- Oh! My School (오! 마이 스쿨)  – programma televisivo, episodi 1-10, 12 (2010-2011)
- Dorongnyong dosa-wa geurimja jojakdan (도롱뇽도사와 그림자 조작단) – serie TV (2012)
- Areumda-un geudae-ege (아름다운 그대에게) – serie TV (2012)
- Medical Top Team (메디컬 탑팀) – serie TV (2013)
- Mamma Mia (맘마미아)  – programma televisivo, episodi 1-5 (2013)
- Show! Eum-ak jungsim (쇼! 음악중심)  – programma televisivo, episodi 232-266, 355-364, 367-369, 372, 374-378, 380, 383, 383-386, 388-391, 393, 395-396, 398-402, 404-407, 410-412, 422-434, 436-448, 450-452, 454-464, 466-476, 478-479, 716 (2010-2011, 2013-2015, 2021)
- Cheo-eum-iraseo (처음이라서) – serie TV (2015)
- Dugeundugeun Indo (두근두근 인도)  – programma televisivo (2015)
- Mrs. Cop 2 (미세스 캅 2) – serie TV, episodi 5-20 (2016)
- Honsunnamnyeo (혼술남녀) – serie TV, episodio 5 (2016)
- Hwarang (화랑) – serie TV (2016-2017)
- Eojjeoda 18 (어쩌다 18) – serie TV (2017)
- Sesang-eseo gajang areumda-un ibyeol (세상에서 가장 아름다운 이별) – serie TV (2017)
- Lovestruck in the City (도시남녀의 사랑법) – serie TV (2020, 2021)
- Yumi's Cells (유미의 세포들) – serie TV, episodi 1-2, 8, 10, 12, 14 (2021)
- Jeonggeur-ui beopchik - Gaecheokjadeul (정글의법칙-개척자들)  – programma televisivo, episodi 1- (2021)
- Geukhandebwi yasaengdeul (극한데뷔 야생돌)  – programma televisivo, episodio 5 (2021)
- The Fabulous (더 패뷸러스) – serie TV (2022)
- Run for the Money (逃走中 Battle Royal)  – programma televisivo (2022)
- Romance in the House (가족X멜로?, Gajok X melloLR) – serie TV (2024)